# Škoda 806
Škoda 806 − prototyp ciężkiego trzyosiowego samochodu ciężarowego opracowany przez czechosłowacką wówczas firmę Škoda w latach 1935–1936.